# 梅园村
上海梅園村餐飲管理有限公司又名梅園邨、上海梅园邨、梅园村酒家、梅园邨企业发展有限公司、上海梅园村酒家，是中華人民共和國上海市的一家本帮菜餐飲連鎖，由陈有良和其妻刘佩琴於1993年2月28日創辦於黄浦区北京西路240弄梅东新村。截至2013年，梅園村共有8家連鎖店。